# 황승언 (후한)

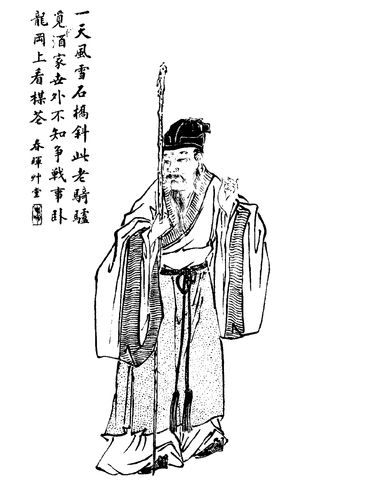

황승언(黃承彦)은 제갈량의 장인으로, 황부인의 부친이다.
제갈량이 신부감을 찾고 있을 때, 황승언은 "나에게 추한 딸이 있다. 노란 머리로 피부색은 검으나 재능은 당신과 배필이 될 만 하다"라고 권하였다. 이에 제갈량은 승락했고, 딸을 마차에 태워 데려다 주었다.
당시 사람들은 이를 웃음거리로 삼았고 "공명이 아내 고르는 일을 흉내내지 마라"는 말이 돌았다고 한다.

## 《삼국지연의》에서의 황승언
208년, 유비가 제갈량을 등용하기 위해 제갈량의 집을 찾아갔을 때 우연히 황승언을 만났는데, 이때 유비는 황승언을 제갈량으로 착각하였다.
222년, 촉군을 추격하던 육손은 어복포(魚腹浦)에서 석진(石陣)에서 갇혀 군사들과 몰살당할 운명에 처했으나, 황승언은 이들을 애석하게 여겨 그들에게 탈출 방법을 알려주었고, 육손은 황승언에게 감사하며 위의 침략에 대비해 동오로 돌아갔다.

## 같이 보기
- 삼국지 인물 목록